# Mariivka (Ordo-Vasîlivka), Sofiivka
Mariivka (în ucraineană Мар`ївка) este un sat în comuna Ordo-Vasîlivka din raionul Sofiivka, regiunea Dnipropetrovsk, Ucraina.

## Demografie
Componența lingvistică a localității Mariivka
     Ucraineană (92,91%)
     Rusă (6,18%)
     Alte limbi (0,68%)
Conform recensământului din 2001, majoritatea populației localității Mariivka era vorbitoare de ucraineană (92,91%), existând în minoritate și vorbitori de rusă (6,18%).